# 帕耶斯 (阿列日省)
帕耶斯（法語：Pailhès，法語發音：[pajɛs]）是法国阿列日省的一个市镇，属于帕米耶区。

## 地名
该地名“Pailhès”发音为[pajɛs]而非[pɛlɛs]，根据实际发音其应译作“帕耶斯”（同“Paillès”译），《世界地名译名词典》将其误译作“派莱斯”。

## 地理
帕耶斯（43°6'8"N, 1°26'33"E）面积21.52 平方千米，位于法国奧克西塔尼大區阿列日省，该省份为法国西南部内陆省份，西部和北部与上加龙省接壤，东临奥德省，东南至东比利牛斯省接壤，南与安道尔和西班牙接壤。
与帕耶斯接壤的市镇（或旧市镇、城区）包括：阿尔蒂加、加布尔、拉努、马迪耶尔、莫内斯普尔、蒙泰居普朗托雷勒、萨巴拉特。
帕耶斯的时区为UTC+01:00、UTC+02:00（夏令时）。

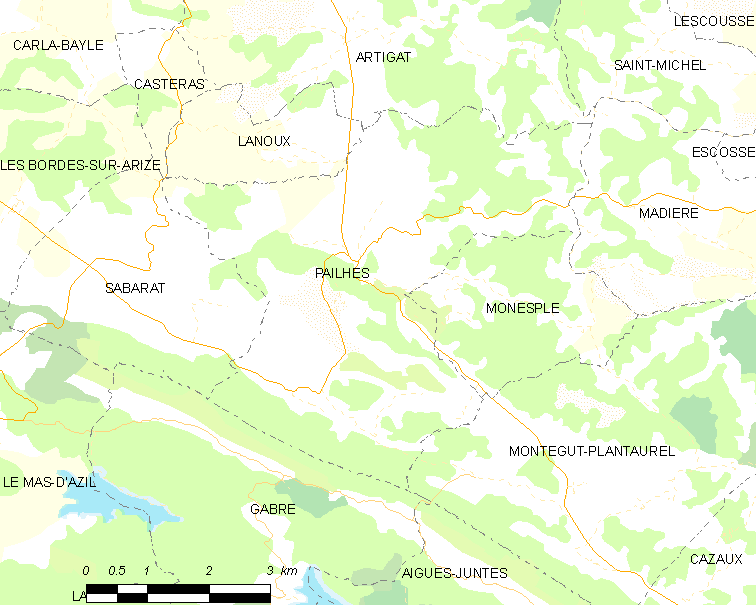
帕耶斯的OSM定位图

## 行政
帕耶斯的邮政编码为09130，INSEE市镇编码为09224。

## 政治
帕耶斯所属的省级选区为阿里兹-莱兹县。

## 人口

1962-2008年间帕耶斯人口变化图示

帕耶斯于2022年1月1日时的人口数量为511人。